# Шевченка (Малодівицька селищна громада)
Шевче́нка — село в Україні, у Прилуцькому районі Чернігівської області. Населення становить 64 осіб. Входить до складу Малодівицької селищної громади.

## Люди
- Василенко Катерина Михайлівна (народилася 1953 в селі Шевченка) — українська вокалістка.